# Vorspanntriebfahrzeug

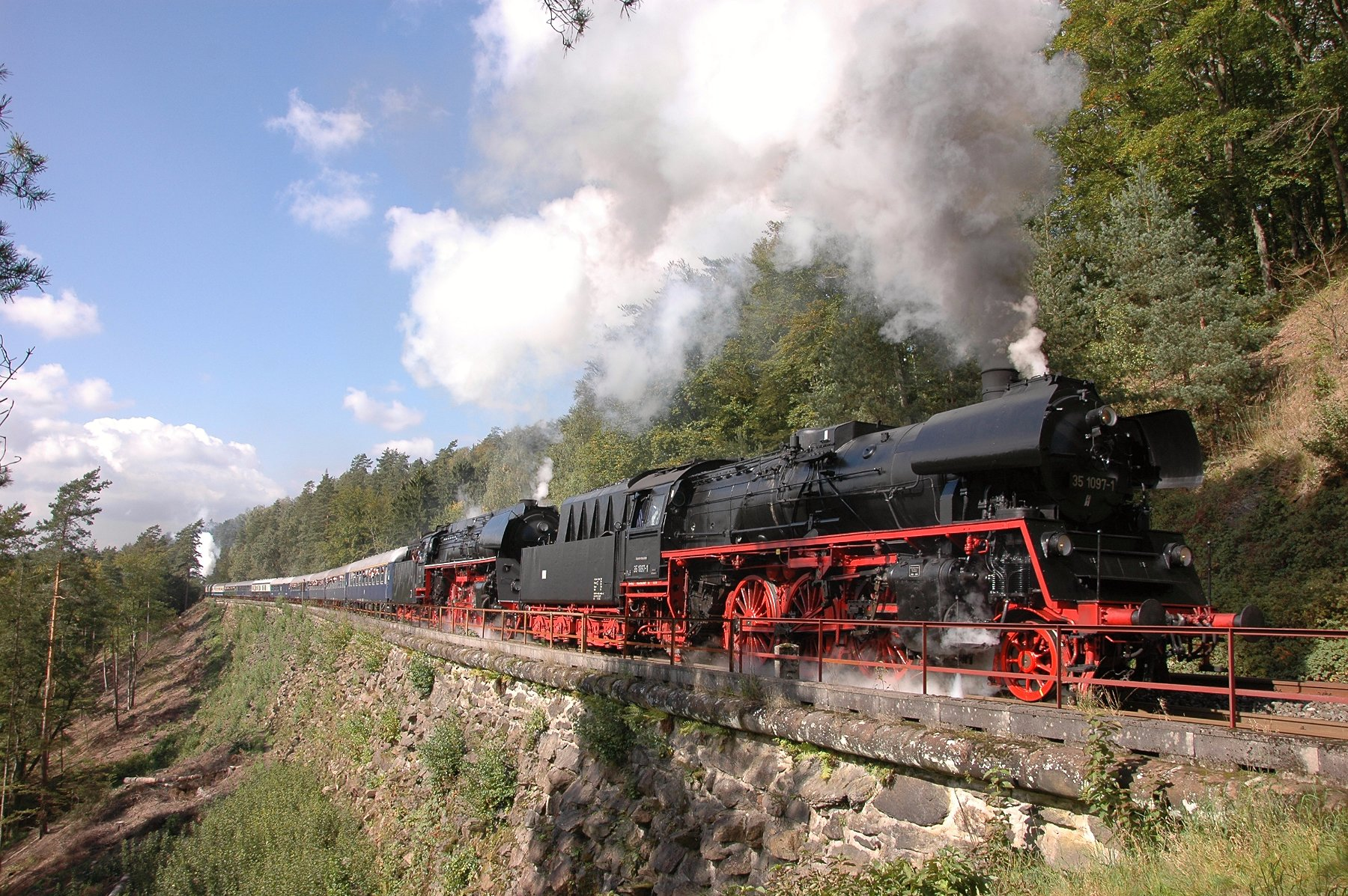
Vorspannlokomotive der Baureihe 35 und Zuglokomotive der Baureihe 01 mit einem Dampfsonderzug auf der Schiefen Ebene

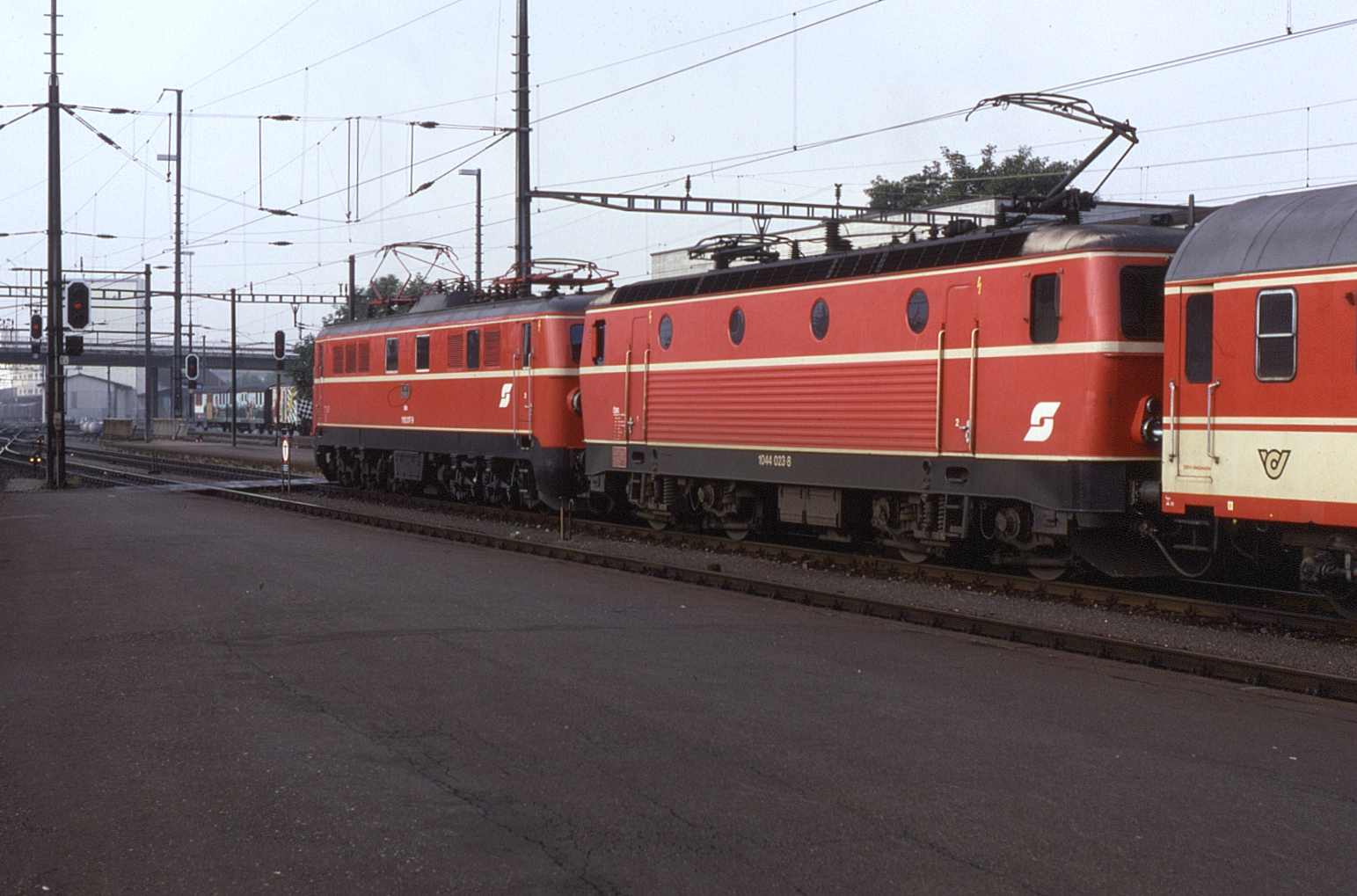
Vorspannlokomotive ÖBB 1110 vor einer 1044

Ein Vorspanntriebfahrzeug bzw. eine Vorspannlokomotive ist ein zusätzliches bedientes Triebfahrzeug an der Spitze eines Zuges.

## Definition
Von Vorspanntriebfahrzeug, Vorspann oder Vorspanndienst spricht man im Eisenbahnbetrieb, wenn mindestens zwei arbeitende Triebfahrzeuge mit Lokomotivführern besetzt an der Spitze eines Zuges laufen und keine Vielfachsteuerung vorhanden ist oder verwendet wird. Es kann auch eine Maschine vor eine Doppel- oder Mehrfachtraktion gestellt werden.

## Einsatz

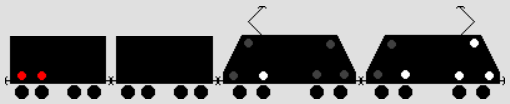
Beleuchtung der Fahrzeuge eines Zuges mit Vorspannlokomotive in der Schweiz

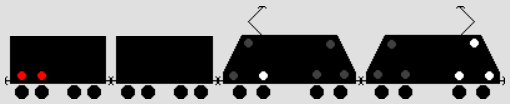
Beleuchtung der Fahrzeuge bei Mehrfachtraktion

Vorspann wird angewendet, wenn unterschiedliche Baureihen ohne oder ohne kompatible Vielfachsteuerung zum Einsatz kommen. Mangels Vielfachsteuerung wird bei Dampflokomotiven in der Regel zu Vorspannlokomotiven gegriffen, wenn die Zugkraft einer Lokomotive nicht mehr ausreicht. Als zugführend gilt das vorderste Triebfahrzeug, dessen Lokführer die Strecke beobachtet, Pfeifsignale abgibt und die Zugbremse bedient. Früher wurde häufig Vorspanndienst geleistet. Besonders an Streckenabschnitten mit Steigungen wurden Vorspannlokomotiven vorgehalten. Vorspann vermeidet wie echte Mehrfachtraktion im Gegensatz zum Nachschieben Zerrungen und Stauchungen im Zug, allerdings setzt insbesondere im westeuropäischen Netz die Belastbarkeit der Kupplungen Grenzen.

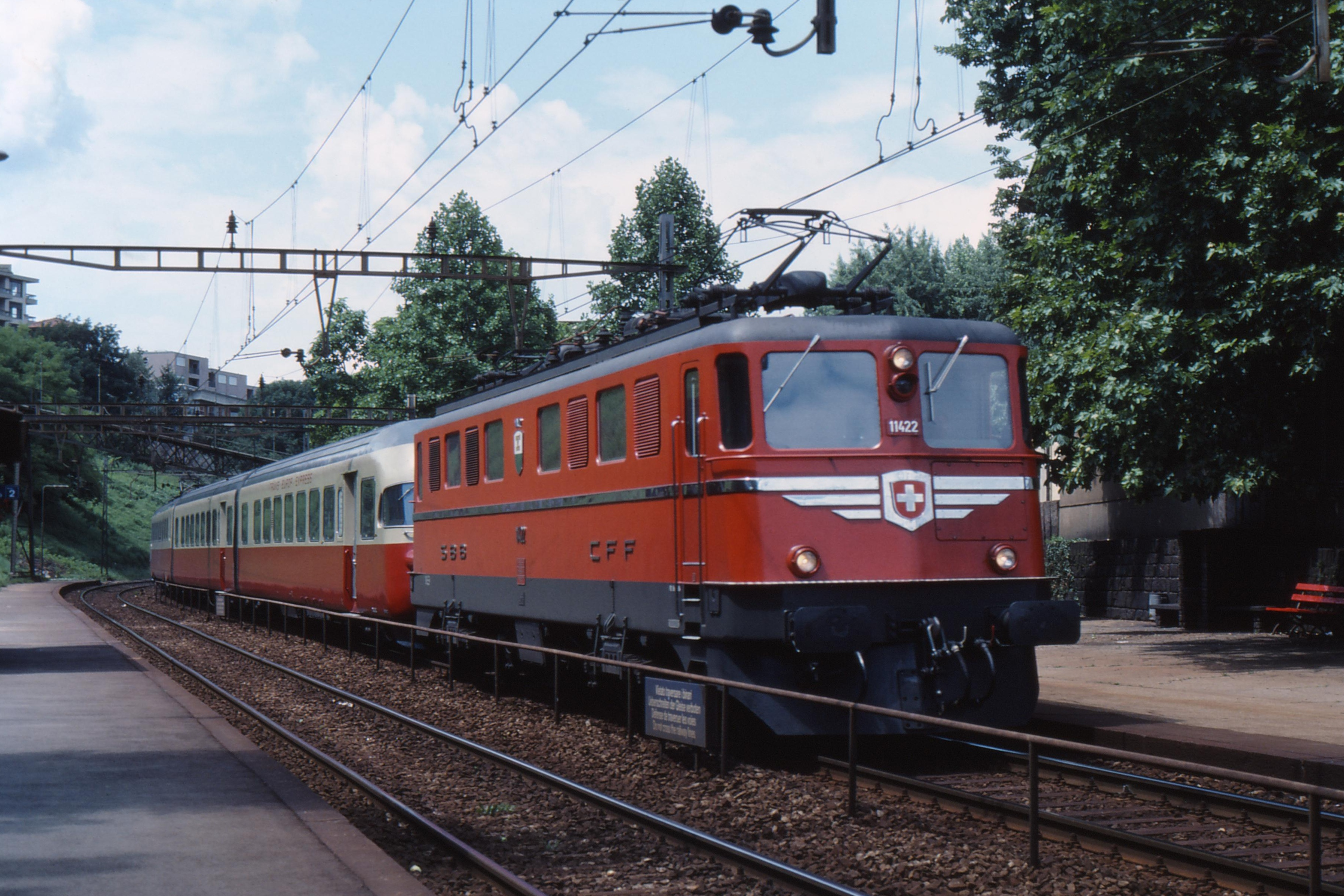
Vierstrom-TEE-Triebzug der SBB mit einer Ae 6/6 als Vorspann

Gründe für die Verwendung eines Vorspanntriebfahrzeuges sind:
- Erhöhung der Zugkraft
- Vermeidung von Leerfahrten von Triebfahrzeugen. In einigen Fällen darf die zusätzliche Lokomotive nur so viel Zugkraft entwickeln, dass sie sich selbst befördert. Ist die Mitgabe einer zu überführenden Maschine als Vorspannlok nicht möglich oder sinnvoll, dann kann sie auch als Schlusslokomotive am Zugschluss eingestellt werden.
- Erhöhung der im Zug vorhandenen Bremskraft (Bremshundertstel).
- Schutzlokomotive vor Steuerwagen bei Lawinengefahr. Auf der Gotthard-Bergstrecke war es üblich, dann auch vor leichte Fahrzeuge an der Zugspitze eine Vorspannlokomotive zu spannen, um eine Entgleisung bei Schneerutschen auf die Gleise zu verhindern. Die Vierstrom-TEE-Triebzüge verkehrten jeweils mit Vorspann. Im schneereichen Winter 1999 erhielten die Cisalpino-Pendolini eine Ae 6/6 oder eine Re 4/4 II als Schutzlokomotive.[2]

## Verfahren
Vorspann kann planmäßig oder unplanmäßig erfolgen. Unplanmäßiger Vorspann ist dann notwendig, wenn ein Zug schwerer als gewöhnlich ist, sodass die Zuglokomotive alleine nicht in der Lage ist, ihn planmäßig zu befördern oder wenn wegen besonderer Betriebslagen eine Lokomotive dazu nicht ausreicht. Planmäßiger Vorspann wird durchgeführt, wenn der Zug regelmäßig so schwer ist, dass eine Lokomotive nicht in der Lage ist, ihn planmäßig zu befördern.
Wurde ein Zug gemeinsam von einer Dampf- und einer Elektrolokomotive befördert, war die Elektrolokomotive zwingend als Vorspannlokomotive einzureihen. Ansonsten wäre die Sicht des Führers der Zuglokomotive durch Rauch und Dampf behindert gewesen.